# Октябрьская улица (Кобрин)
Октябрьская улица (бел. Кастрычніцкая вуліца) — улица в историческом центре Кобрина. Проходит от площади Свободы до улицы Кирова.

## История
Улица впервые упомянута в ревизии 1563 года как улица Над Кобринкой (по речке — притоку Мухавца). По состоянию на конец XVIII века называлась Огородницкой, по наименованию польских малоземельных крестьян. В 1864 году переименована в Мещанскую. Возможно, в начале XX века называлась также Гродненской. В 1921—1939 гг., когда Кобрин входил в состав Польши, называлась Кобринской. При включении города в состав СССР стала именоваться Октябрьской в честь Октябрьской революции. Во время Великой Отечественной войны в первые дни после захвата города немцами был сожжён еврейский молитвенный дом в начале Октябрьской улицы, а с ним выгорел весь квартал между Октябрьской и Интернациональной улицами.

## Описание
Октябрьская улица проходит на восток, начинаясь от площади Свободы, от пересечения с Интернациональной улицей. Улица заканчивается на перекрёстке с улицей Кирова. Нумерация домов — от площади Свободы.

## Примечательные здания и сооружения
Застройка начальной части Октябрьской улицы входит в Государственный список историко-культурных ценностей Республики Беларусь (код 113Г000395). Под государственной охраной находятся дома 1, 5, 7.
По нечётной стороне
По чётной стороне